# William Saul
Pour les articles homonymes, voir Saul.
William Saul  est un homme politique canadien de la Colombie-Britannique. Il est député provincial indépendant de la circonscription britanno-colombienne de Lillooet d'une élection partielle en 1872 à 1874 et de 1878 à 1882.
Il tente sans succès de reprendre son siège de député en 1886.